# Combarros
Combarros es una villa española, perteneciente al municipio de Brazuelo, en la provincia de León y la comarca de la Maragatería, en la comunidad autónoma de Castilla y León. Está situada en la margen izquierda del río Combarros.

## Geografía
Los terrenos de Combarros limitan con Vanidodes al norte, Benamarías y Magaz de Cepeda al noreste, Otero de Escarpizo al este, Villaobispo de Otero, Brimeda y Bonillos al sureste, Requejo de Pradorrey y Pradorrey al sur, Brazuelo al suroeste, Quintanilla de Combarros al noroeste.

## Historia

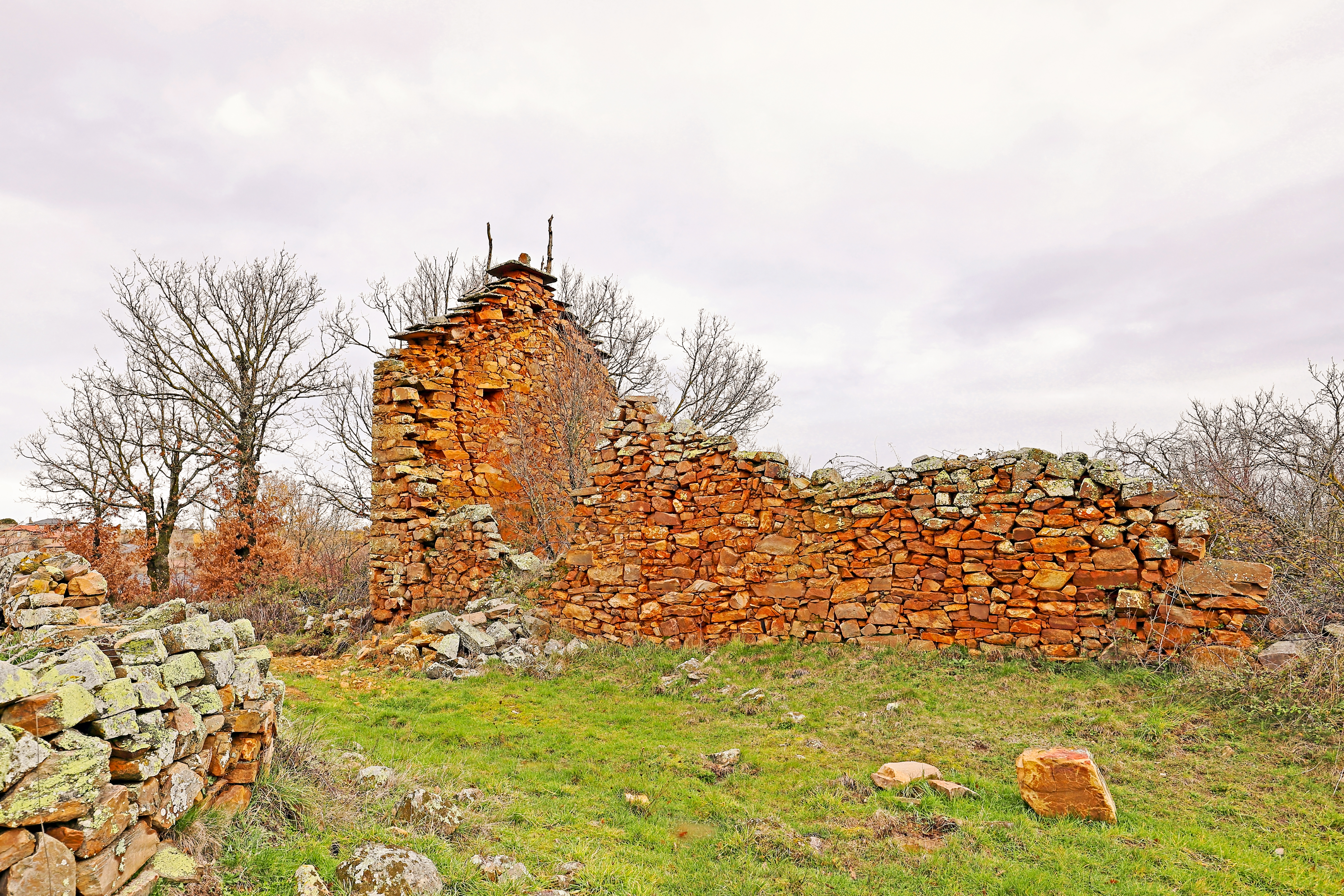
Ruinas

- Año 850: El conde Gatón y el obispo Indisclo, bajo el reinado de Ordoño I, empiezan a repoblar Astorga y su comarca.
- Año 1007: la Prueba documental de Combarros como núcleo de población (villa). Catelino, venido de El Bierzo, ocupa los terrenos episcopales y obliga a Indisclo a plantearle pleito, que gana.
- Año 1017, febrero, 13: Sarrazino da al monasterio de San Juan Bautista de Cerecedo y a su abad. Meeille tres heredades que tenía en los lugares de La Válgoma, Combarros y Brimeda, por remedio de su alma y la del obispo Jimeno.
- Año 1027: Relación de las propiedades de la iglesia de Astorga realizada en el reinado de Alfonso V, siendo obispo de Astorga Arias.

"Cumbarros ab integro usque in terra de Sancta Leocadia".
- Año 1031, enero, 19: Gonzalo, “quasi presbiter”, dona al monasterio de San Martín de Brimeda la villa de Combarros.
- Año 1162: El papa Alejandro III confirma posesiones de la Iglesia de Astorga del Vallem de Combarros y sus iglesias.
- Año 1204: El Obispado de Astorga cede la Iglesia de Combarros a la Orden de los Hospitalarios.
- Año 1614: Primera cita escrita de la palabra "Maragato". Un Maragato, Juan Domínguez, avecindado en La Bañeza.
- Siglo xviii: Combarros contaba con 48 vecinos, 11 arrieros y 23 mulos.
- Año 1847: Combarros de Beldedo pertenece al Ayuntamiento de Castrillo de los Polbazares. 70 hab., 330 almas. 80 casas, tiene escuela con 50 niños. Cuatro molinos harineros. Pesca de alguna trucha. Muchos vecinos son arrieros (Diccionario de Pascual Madoz).
- Año 1883: El ferrocarril llega a Ponferrada. Es el principio del fin de los arriero maragatos.
- Año 1916: Combarros llega a los 424 hab.(de los más habitados en Maragatería).Props. Principales: Joaquín Pérez y Pedro Rojo. Tejidos Tomás Moran. Anuario Bally-Bailleire.
- Año 2001: Combarros tiene 70 hab. censados (reales muchos menos) y va en franco retroceso.

## Lugares de interés

### Iglesia de Santa María Magdalena

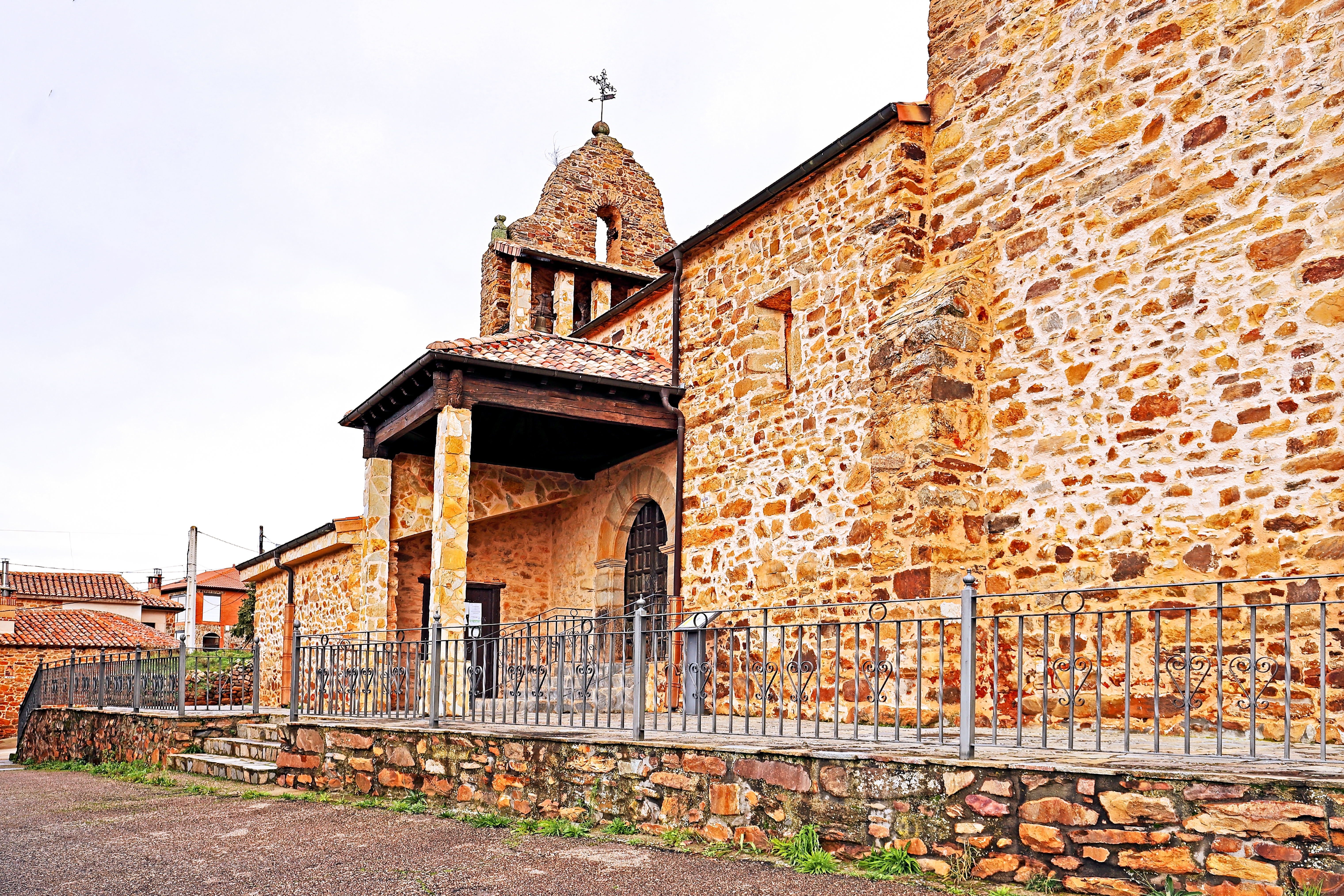
Iglesia parroquial de Santa María Magdalena

Las primeras noticias de esta parroquia se remontan a principios del siglo XVII. La riqueza de la parroquia en esos años se pone de manifiesto en la gran riqueza ornamental de la iglesia, entre la que destacaba una cruz procesional de plata. En esta época existían en el pueblo dos ermitas (Nuestra Señora del Rosario y la de San Andrés), cuatro cofradías y dos capellanías. En la primera mitad del siglo XVIII se lleva a cabo su primera reforma de importancia, con la construcción de la torre (1729), la sacristía (1731) y otros cambios que afectaron al cuerpo de la iglesia, pórticos y portal. A principios del siglo XIX los daños producidos por la Guerra de Independencia afectan gravemente a la estructura del edificio, además de sufrir un saqueo su riqueza ornamental, aunque los esfuerzos vecinales minimizan dichos daños después de la Guerra. En 1835 se construye el primer cementerio de la villa de Combarros y se dejan de realizar enterramientos dentro de la Iglesia. En 1951 se llevan a cabo las últimas reformas importantes con la ampliación del coro, la construcción de la balaustrada y el aislamiento del baptisterio.

## Fiestas patronales
- San Roque: 16 de agosto, un día después de celebrar Nuestra Señora, misa con procesión y verbena popular
- La Magdalena: 22 de julio

- También cuenta con gran devoción la festividad de la Virgen de las Candelas, que se celebra el primer sábado de febrero.

## Demografía
| 1900 |  | 2001 |  | 2023 |
| ---- |  | ---- |  | ---- |
| 424  |  | 77   |  | 41   |

## Personajes ilustres
• Evaristo García Gómez (Combarros, León, 9-6-1933 - Pozuelo de Alarcón, Madrid, 23-2-2020), fundador de Pescaderías Coruñesas, dueño de varios restaurantes y marisquerías y propiedades  inmobiliarias como el Palacio de la Trinidad y el Teatro Reina Victoria.